# مقبرة بير لاشيز
مقبرة بير لاشيز Père Lachaise Cemetery هي أكبر مقبرة في باريس في فرنسا.
تبلغ مساحتها 118.6 فدانا. وتقع في الدائرة العشرين. تعتبر من أكثر المقابر زيارة في العالم، فيها دفن أعلام الحياة الفنية والأدبية والسياسية في فرنسا على مدار 200 سنة. وبها أيضا نصب تذكارية للحرب العالمية الأولى. وبها يوجد قبر أوسكار وايلد الاديب الإنجيلزي الشهير.
تقع في شارع دينيمونتان، وتقع بالقرب منها محطة مترو فيليب أوغست.

## من المدفونين بها
- الأميرال البريطاني سيدني سميث.
- سيمون دوبلاي طبيب وجراح فرنسي.
- غيوم أبولينير (شاعر وناقد فني)
- غيوم دوبويتران (جرّاح وعالم تشريح)
- ميغل أنخل أستورياس (أديب غواتيمالي فاز بجائزة نوبل في الأدب)
- أونوريه دي بلزاك (روائي فرنسي)
- بيير جوغيه (عالم لغويات فرنسي، كان أستاذًا بجامعة فؤاد الأول بالقاهرة)
- جوستاف لوبون (طبيب ومؤرخ فرنسي)
- سارة برنار (ممثلة)
- جورج بيزيه (مؤلف موسيقي)
- جان فرانسوا شامبليون (عالم آثار فك رموز الكتابة الهيروغليفية)
- الطبيب الألماني صمويل هانيمان، رائد المعالجة المثلية
- فريدريك شوبان (مؤلف موسيقي)
- عبد الرحمن قاسملو : سياسي كردي كردي إيران.
- بول إيلوار
- جان باتيست جوزيف ديلامبر
- جان دو لافونتين
- أوغست نيلاتون
- جيم موريسون
- دومينيك جان لاري: جراح عسكري فرنسي.
- أحمد كايا: مغني وموسيقي كردي تركي.
- ايدير : مغني جزائري
- يلماز كوني : مخرج وممثل ومؤلف كردي من تركيا كردي تركي.
- محمود_الهمشري : سياسي ودبلوماسي فلسطيني اغتيل على يد الموساد

## أعلام
- سارة برنار
- مارسيل بروست
- إديث بياف
- جان أوغست دومينيك آنغر
- موليير

## فهرس
- Tombs، Robert (2021). La guerre contre Paris – 1871: l'ármée met fin à la Commune. Paris: Flammarion. ISBN:978-2-0802-4351-5.